# Powiat Kitzingen
Powiat Kitzingen (niem. Landkreis Kitzingen) – powiat w Niemczech, w kraju związkowym Bawaria, w rejencji Dolna Frankonia, w regionie Würzburg.
Siedzibą powiatu Kitzingen jest miasto Kitzingen.

## Podział administracyjny
W skład powiatu Kitzingen wchodzi:
- osiem gmin miejskich (Stadt)
- jedenaście gmin targowych (Markt)
- dwanaście gmin wiejskich (Gemeinde)
- sześć wspólnot administracyjnych (Verwaltungsgemeinschaft)

Miasta:
| Lp. | Nazwa miasta  | Ludność (31.12.2011) | Powierzchnia km² |
| --- | ------------- | -------------------- | ---------------- |
| 1   | Dettelbach    | 6.946                | 60,94            |
| 2   | Iphofen       | 4.391                | 78,01            |
| 3   | Kitzingen     | 20.839               | 46,99            |
| 4   | Mainbernheim  | 2.255                | 12,00            |
| 5   | Marktbreit    | 3.651                | 20,15            |
| 6   | Marktsteft    | 1.816                | 10,51            |
| 7   | Prichsenstadt | 3.165                | 48,87            |
| 8   | Volkach       | 9.014                | 60,19            |

Gminy targowe:
| Lp. | Nazwa gminy targowej | Ludność (31.12.2011) | Powierzchnia km² |
| --- | -------------------- | -------------------- | ---------------- |
| 1   | Abtswind             | 803                  | 12,81            |
| 2   | Geiselwind           | 2.389                | 48,77            |
| 3   | Großlangheim         | 1.613                | 14,77            |
| 4   | Kleinlangheim        | 1.674                | 19,09            |
| 5   | Markt Einersheim     | 1.171                | 7,74             |
| 6   | Obernbreit           | 1.712                | 9,82             |
| 7   | Rüdenhausen          | 810                  | 6,88             |
| 8   | Schwarzach am Main   | 3.692                | 21,11            |
| 9   | Seinsheim            | 1.036                | 17,52            |
| 10  | Wiesentheid          | 4.785                | 33,33            |
| 11  | Willanzheim          | 1.575                | 25,19            |

Gminy wiejskie:
| Lp. | Nazwa gminy      | Ludność (31.12.2011) | Powierzchnia km² |
| --- | ---------------- | -------------------- | ---------------- |
| 1   | Albertshofen     | 1.978                | 3,80             |
| 2   | Biebelried       | 1.193                | 22,70            |
| 3   | Buchbrunn        | 1.033                | 4,57             |
| 4   | Castell          | 818                  | 22,93            |
| 5   | Mainstockheim    | 1.873                | 8,52             |
| 6   | Martinsheim      | 997                  | 23,22            |
| 7   | Nordheim am Main | 1.026                | 5,30             |
| 8   | Rödelsee         | 1.686                | 11,49            |
| 9   | Segnitz          | 834                  | 2,76             |
| 10  | Sommerach        | 1.415                | 5,67             |
| 11  | Sulzfeld am Main | 1.255                | 7,68             |
| 12  | Wiesenbronn      | 961                  | 10,57            |

Wspólnoty administracyjne:
| Lp. | Nazwa wspólnoty administracyjnej | Ludność (31.12.2011) | Powierzchnia km² | Liczba gmin |
| --- | -------------------------------- | -------------------- | ---------------- | ----------- |
| 1   | Großlangheim                     | 4.248                | 44,43            | 3           |
| 2   | Iphofen                          | 8.823                | 122,43           | 4           |
| 3   | Kitzingen                        | 7.332                | 47,27            | 5           |
| 4   | Marktbreit                       | 10.046               | 83,98            | 6           |
| 5   | Volkach                          | 11.415               | 71,16            | 3           |
| 6   | Wiesentheid                      | 7.216                | 75,95            | 4           |